# Iwet Łałowa
Iwet Mirosławowa Łałowa-Collio (bułg. Ивет Лалова-Колио; ur. 18 maja 1984 w Sofii) – bułgarska lekkoatletka, specjalizująca się w biegach sprinterskich.
Czterokrotna uczestniczka igrzysk olimpijskich – w 2004 była czwarta w biegu na 100 metrów oraz piąta w biegu na 200 metrów, w 2008 na obu tych dystansach odpadła w eliminacjach, w 2012 dotarła do półfinałów obu biegów, natomiast w 2016 roku zajęła 8. miejsce w finale biegu na 200 metrów. Startowała w mistrzostwach świata oraz mistrzostwach Europy. Złota medalistka halowego czempionatu Starego Kontynentu oraz mistrzostw Europy na stadionie. Wielokrotna medalistka mistrzostw Bułgarii, rekordzistka kraju i reprezentantka w pucharze Europy i drużynowych mistrzostwach Europy.
Pochodzi ze sportowej rodziny – jej ojciec Mirosław był w 1966 mistrzem Bułgarii w biegu na 200 metrów, a jej matka także uprawiała lekkoatletykę. Jej życiowym partnerem jest włoski sprinter Simone Collio. We wrześniu 2013 para pobrała się.

## Kariera

### Początki
Na stadion w Sofii w 1996 przyprowadził ją ojciec – po czterech latach treningu zdobyła złoty medal halowych mistrzostw Bułgarii w biegu na 60 metrów pokonując starsze rywalki. W 2001 zadebiutowała na imprezie międzynarodowej – podczas mistrzostw świata juniorów młodszych odpadła w półfinale biegu na 100 metrów oraz zajęła czwartą lokatę w biegu na 200 metrów. Rok później na mistrzostwach świata juniorów dotarła do półfinału biegu na 100 metrów. Zimą 2003 doznała kontuzji łamiąc palce u rąk. Na początku czerwca tego roku ustanowiła rekord Bułgarii juniorek przebiegając 100 metrów w czasie 11,14 – był to najlepszy wynik na świecie w tej kategorii wiekowej. Duży sukces odniosła w 2003 zostając w Tampere mistrzynią Europy juniorek w biegach na 100 i 200 metrów.

### 2004 – 2007
19 czerwca 2004 podczas zawodów I ligi pucharu Europy w Płowdiwie przebiegła 100 metrów w 10,77 ustanawiając nowy rekord Bułgarii oraz nowy rekord Europy młodzieżowców. Wynik Bułgarki był wówczas piątym wynikiem w historii tej konkurencji, najlepszym rezultatem w całym 2004 roku oraz najlepszym rezultatem osiągniętym przez kobietę w XXI wieku. Kilka tygodni później na Stadionie Olimpijskim w Atenach zajęła czwarte miejsce w biegu na 100 metrów osiągając wynik 11,00 (wygrała Białorusinka Julija Nieściarenka z czasem 10,93) oraz piąte w biegu na 200 metrów z czasem 22,57 (wygrała Jamajka Veronica Campbell z czasem 22,05). Były to największe sukcesy bułgarskiego kobiecego sprintu w historii. Zimą 2005 została halową mistrzynią Europy w biegu na 200 metrów ustanawiając w Madrycie rekord Bułgarii czasem 22,91. Kariera Bułgarki załamała się latem 2005 podczas mityngu w Atenach – podczas rozgrzewki lekkoatletka wpadła na innego sportowca i złamała nogę. Po urazie nie startowała w sezonie 2006 – w tym też roku podczas mistrzostw Europy w Göteborgu została wybrana na czteroletnią kadencję do Rady Zawodniczej przy European Athletics. Do sportu wróciła w 2007, a na mistrzostwach świata w Osace dotarła do ćwierćfinału. Na koniec roku była siódma w biegu na 100 metrów podczas światowego finału lekkoatletycznego.

### 2008 – 2012
Dotarła do półfinału biegu na 60 metrów w czasie halowych mistrzostw świata. Sukcesów z igrzysk olimpijskich w Atenach nie powtórzyła w Pekinie – podczas igrzysk w Chinach odpadła już w eliminacjach biegów na 100 i 200 metrów. Bez sukcesów reprezentowała Bułgarię na mistrzostwach świata w Berlinie latem 2009. Podobnie jak dwa lata wcześniej, w marcu 2010, dotarła do półfinału halowych mistrzostw globu. Kilka miesięcy później na mistrzostwach Europy wystąpiła w biegu na 100 metrów i sztafecie 4 × 100 metrów odpadając, w obu konkurencjach, już w eliminacjach. Na początku lipca 2011 zdobyła dwa złote medale (w biegu na 100 metrów i sztafecie 4 × 100 metrów) na mistrzostwach krajów bałkańskich – w biegu na 100 metrów osiągnęła swój drugi najlepszy wynik w karierze – 10,96. W finale biegu na 100 metrów podczas mistrzostw świata w Daegu zajęła siódmą lokatę. Na koniec sezonu 2011 została wybrana – wraz z tureckim oszczepnikiem Fatihem Avanem – najlepszą lekkoatletą krajów bałkańskich.
Finalistka halowych mistrzostw świata. W czerwcu 2012 została w Helsinkach mistrzynią Europy w biegu na 100 metrów. Podczas igrzysk olimpijskich w Londynie dotarła do półfinałów w biegach na 100 i 200 metrów.

## Osiągnięcia

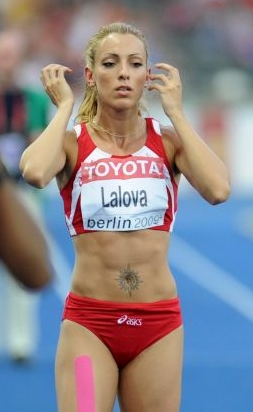
Sprinterka podczas mistrzostw świata w Berlinie (2009)

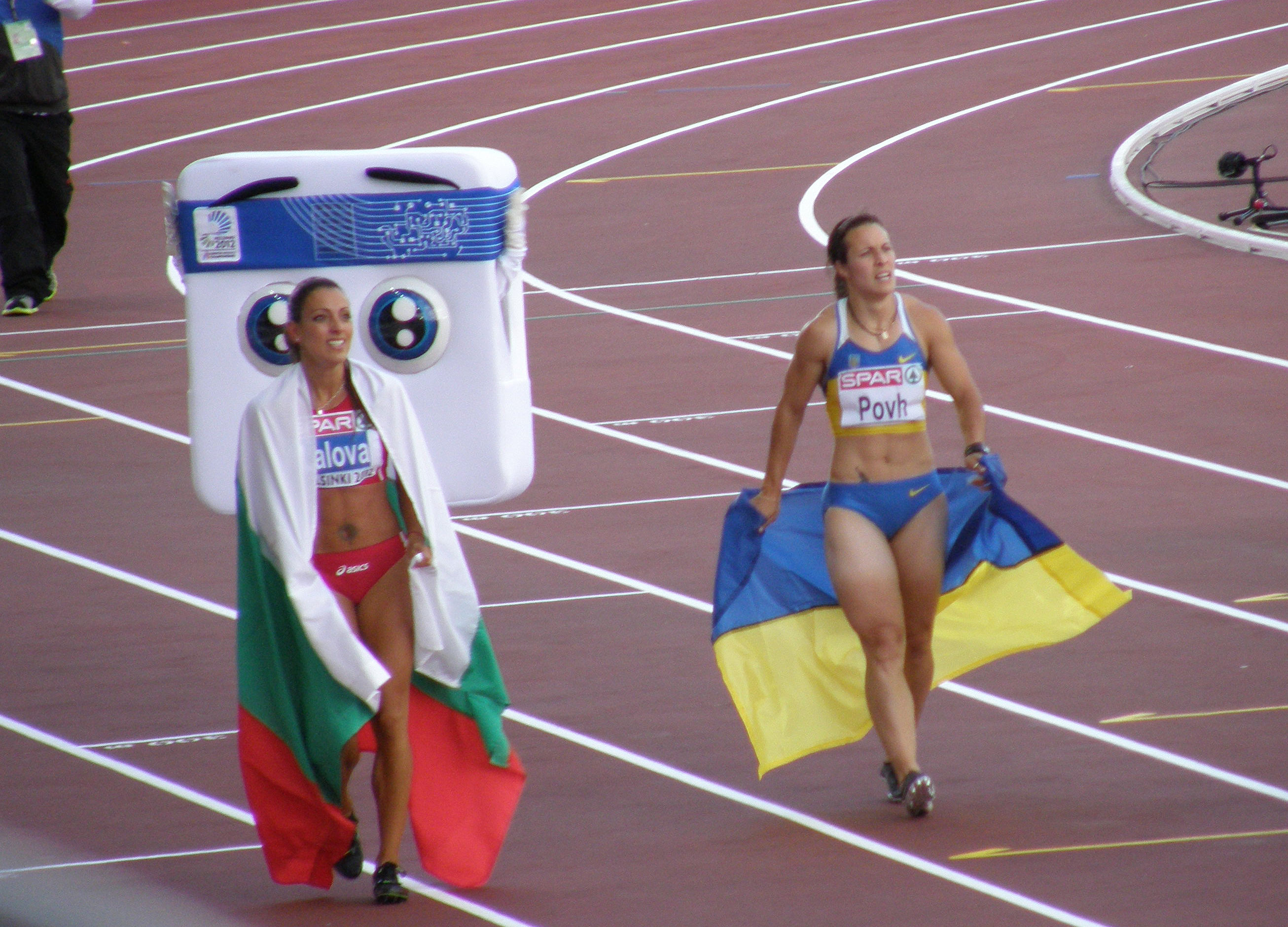
Iwet Łałowa i Ołesia Powch podczas mistrzostw Europy w Helsinkach (2012)

| Rok  | Impreza                                | Miejsce        | Konkurencja        | Lokata      | Wynik |
| ---- | -------------------------------------- | -------------- | ------------------ | ----------- | ----- |
| 2001 | Mistrzostwa świata juniorów młodszych  | Debreczyn      | bieg na 100 m      | półfinał    | 12,00 |
| 2001 | Mistrzostwa świata juniorów młodszych  | Debreczyn      | bieg na 200 m      | 4. miejsce  | 24,39 |
| 2002 | Mistrzostwa świata juniorów            | Kingston       | bieg na 100 m      | półfinał    | 11,83 |
| 2003 | Mistrzostwa Europy juniorów            | Tampere        | bieg na 100 m      | 1. miejsce  | 11,43 |
| 2003 | Mistrzostwa Europy juniorów            | Tampere        | bieg na 200 m      | 1. miejsce  | 22,88 |
| 2004 | I liga pucharu Europy                  | Płowdiw        | bieg na 100 m      | 1. miejsce  | 10,77 |
| 2004 | I liga pucharu Europy                  | Płowdiw        | bieg na 200 m      | 1. miejsce  | 22,58 |
| 2004 | Igrzyska olimpijskie                   | Ateny          | bieg na 100 m      | 4. miejsce  | 11,00 |
| 2004 | Igrzyska olimpijskie                   | Ateny          | bieg na 200 m      | 5. miejsce  | 22,57 |
| 2004 | Światowy finał lekkoatletyczny IAAF    | Monako         | bieg na 100 m      | 7. miejsce  | 11,28 |
| 2004 | Światowy finał lekkoatletyczny IAAF    | Monako         | bieg na 200 m      | 7. miejsce  | 23,37 |
| 2005 | Halowe mistrzostwa Europy              | Madryt         | bieg na 200 m      | 1. miejsce  | 22,91 |
| 2007 | I liga pucharu Europy                  | Mediolan       | bieg na 100 m      | 1. miejsce  | 11,26 |
| 2007 | I liga pucharu Europy                  | Mediolan       | bieg na 200 m      | 1. miejsce  | 23,00 |
| 2007 | Mistrzostwa świata                     | Osaka          | bieg na 100 m      | ćwierćfinał | 11,33 |
| 2007 | Światowy finał lekkoatletyczny IAAF    | Stuttgart      | bieg na 100 m      | 7. miejsce  | 11,59 |
| 2008 | Halowe mistrzostwa świata              | Walencja       | bieg na 60 m       | półfinał    | 7,31  |
| 2008 | Igrzyska olimpijskie                   | Pekin          | bieg na 100 m      | półfinał    | 11,51 |
| 2008 | Igrzyska olimpijskie                   | Pekin          | bieg na 200 m      | ćwierćfinał | 23,15 |
| 2009 | Mistrzostwa świata                     | Berlin         | bieg na 100 m      | ćwierćfinał | 11,54 |
| 2009 | Mistrzostwa świata                     | Berlin         | bieg na 200 m      | eliminacje  | 23,60 |
| 2010 | Halowe mistrzostwa świata              | Doha           | bieg na 60 m       | półfinał    | 7,41  |
| 2010 | III liga drużynowych mistrzostw Europy | Marsa          | bieg na 100 m      | 1. miejsce  | 11,48 |
| 2010 | III liga drużynowych mistrzostw Europy | Marsa          | bieg na 200 m      | 2. miejsce  | 24,07 |
| 2010 | III liga drużynowych mistrzostw Europy | Marsa          | sztafeta 4 × 100 m | 1. miejsce  | 45,60 |
| 2010 | Mistrzostwa Europy                     | Barcelona      | bieg na 100 m      | eliminacje  | 11,58 |
| 2010 | Mistrzostwa Europy                     | Barcelona      | sztafeta 4 × 100 m | eliminacje  | 44,72 |
| 2011 | II liga drużynowych mistrzostw Europy  | Nowy Sad       | bieg na 100 m      | 1. miejsce  | 11,20 |
| 2011 | II liga drużynowych mistrzostw Europy  | Nowy Sad       | bieg na 200 m      | 1. miejsce  | 23,71 |
| 2011 | II liga drużynowych mistrzostw Europy  | Nowy Sad       | sztafeta 4 × 100 m | 1. miejsce  | 44,59 |
| 2011 | Mistrzostwa krajów bałkańskich         | Sliwen         | bieg na 100 m      | 1. miejsce  | 10,96 |
| 2011 | Mistrzostwa krajów bałkańskich         | Sliwen         | sztafeta 4 × 100 m | 1. miejsce  | 44,49 |
| 2011 | Mistrzostwa świata                     | Daegu          | bieg na 100 m      | 7. miejsce  | 11,27 |
| 2012 | Halowe mistrzostwa świata              | Stambuł        | bieg na 60 m       | 8. miejsce  | 7,27  |
| 2012 | Mistrzostwa Europy                     | Helsinki       | bieg na 100 m      | 1. miejsce  | 11,28 |
| 2012 | Igrzyska olimpijskie                   | Londyn         | bieg na 100 m      | półfinał    | 11,31 |
| 2012 | Igrzyska olimpijskie                   | Londyn         | bieg na 200 m      | półfinał    | 22,98 |
| 2013 | Halowe mistrzostwa Europy              | Göteborg       | bieg na 60 m       | 3. miejsce  | 7,12  |
| 2013 | I liga drużynowych mistrzostw Europy   | Dublin         | bieg na 100 m      | 1. miejsce  | 11,79 |
| 2013 | I liga drużynowych mistrzostw Europy   | Dublin         | bieg na 200 m      | 2. miejsce  | 23,85 |
| 2013 | I liga drużynowych mistrzostw Europy   | Dublin         | sztafeta 4 × 100 m | 10. miejsce | 48,01 |
| 2013 | Mistrzostwa krajów bałkańskich         | Stara Zagora   | bieg na 100 m      | 1. miejsce  | 11,15 |
| 2013 | Mistrzostwa krajów bałkańskich         | Stara Zagora   | sztafeta 4 × 100 m | 1. miejsce  | 45,41 |
| 2013 | Mistrzostwa świata                     | Moskwa         | bieg na 100 m      | półfinał    | 11,10 |
| 2013 | Mistrzostwa świata                     | Moskwa         | bieg na 200 m      | półfinał    | 22,81 |
| 2014 | Mistrzostwa Europy                     | Zurych         | bieg na 100 m      | 5. miejsce  | 11,33 |
| 2014 | Mistrzostwa Europy                     | Zurych         | bieg na 200 m      | półfinał    | 23,30 |
| 2014 | Mistrzostwa Europy                     | Zurych         | sztafeta 4 × 100 m | eliminacje  | 44,53 |
| 2015 | Halowe mistrzostwa Europy              | Praga          | bieg na 60 m       | półfinał    | 7,27  |
| 2015 | II liga drużynowych mistrzostw Europy  | Stara Zagora   | bieg na 100 m      | 1. miejsce  | 11,11 |
| 2015 | II liga drużynowych mistrzostw Europy  | Stara Zagora   | bieg na 200 m      | 1. miejsce  | 22,90 |
| 2015 | Mistrzostwa świata                     | Pekin          | bieg na 100 m      | półfinał    | 11,13 |
| 2015 | Mistrzostwa świata                     | Pekin          | bieg na 200 m      | 7. miejsce  | 22,41 |
| 2016 | Mistrzostwa Europy                     | Amsterdam      | bieg na 100 m      | 2. miejsce  | 11,20 |
| 2016 | Mistrzostwa Europy                     | Amsterdam      | bieg na 200 m      | 2. miejsce  | 22,52 |
| 2016 | Igrzyska olimpijskie                   | Rio de Janeiro | bieg na 200 m      | 8. miejsce  | 22,69 |
| 2017 | I liga drużynowych mistrzostw Europy   | Vaasa          | bieg na 100 m      | eliminacje  | DQ    |
| 2017 | I liga drużynowych mistrzostw Europy   | Vaasa          | bieg na 200 m      | 1. miejsce  | 23,33 |
| 2017 | I liga drużynowych mistrzostw Europy   | Vaasa          | sztafeta 4 × 100 m | –           | DNF   |
| 2017 | Mistrzostwa świata                     | Londyn         | bieg na 100 m      | półfinał    | 11,25 |
| 2017 | Mistrzostwa świata                     | Londyn         | bieg na 200 m      | półfinał    | 22,96 |
| 2018 | Mistrzostwa Europy                     | Berlin         | bieg na 200 m      | 5. miejsce  | 22,82 |
| 2018 | Puchar interkontynentalny              | Ostrawa        | bieg na 200 m      | 6. miejsce  | 23,18 |
| 2019 | Mistrzostwa świata                     | Doha           | bieg na 200 m      | 7. miejsce  | 22,77 |

## Rekordy życiowe
| Konkurencja               | Rezultat | Data                  | Miejsce  | Zawody                    | Uwagi                                               |
| ------------------------- | -------- | --------------------- | -------- | ------------------------- | --------------------------------------------------- |
| Bieg na 60 metrów (hala)  | 7,12     | 3 marca 2013(dts)     | Göteborg | Halowe mistrzostwa Europy |                                                     |
| Bieg na 100 metrów        | 10,77    | 19 czerwca 2004(dts)  | Płowdiw  | puchar Europy             | rekord Bułgarii, 11. wynik w historii lekkoatletyki |
| Bieg na 200 metrów        | 22,32    | 27 sierpnia 2015(dts) | Pekin    | mistrzostwa świata        |                                                     |
| Bieg na 200 metrów (hala) | 22,91    | 6 maja 2005(dts)      | Madryt   | halowe mistrzostwa Europy | rekord Bułgarii                                     |